# Wikipédia en sorani
Wikipédia en sorani (en sorani : ویکیپیدیای کوردی) est l’édition de Wikipédia en kurde sorani (ou kurde central). L'édition de Wikipédia en kurde a été créée en 2004 à la fois pour les variantes kurmandji et sorani du kurde. À partir de 2009, l'édition en kurde est réservée au kurmandji et une édition en kurde sorani (en caractères arabes) est lancée le 13 août 2009,,,. Son code est : ckb.
Au 21 mars 2025, l'édition en sorani contient 76 285 articles et compte 67 662 contributeurs, dont 158 contributeurs actifs et 7 administrateurs.
Les deux autres éditions en langues kurdes sont l'édition en kurmandji (en caractères latins) qui contient 90 282 articles et l'édition en zazaki (en caractères latins) qui contient 42 303 articles.

## Présentation

Distribution des différents dialectes du kurde :
Kurmandji (kurde du Nord)
Sorani (kurde central)
Zazaki
Kurde du Sud (dont Gurani)
zones mixtes

La Wikipédia en kurde a été lancée le 7 janvier 2004. Au départ, l'encyclopédie hébergeait des articles autant en kurmandji qu'en sorani. Le 13 août 2009, en raison de difficultés techniques et linguistiques, l'encyclopédie s'est séparée en deux, l'édition originelle devient l'édition en kurde kurmandji et une  édition en sorani est créée. L'édition en kurde sorani utilise l'alphabet arabe tandis que l'édition en kurde kurmandji utilise l'alphabet latin.
Une édition en zazaki existe également et une édition en kurde du Sud est en préparation dans l'incubateur Wikimédia.

## Statistiques
- Le 5 mars 2015, l'édition en sorani compte 15 233 articles et 17 161 utilisateurs enregistrés[5], ce qui en fait la 110e[6] édition linguistique de Wikipédia par le nombre d'articles et la 101e[7] par le nombre d'utilisateurs enregistrés, parmi les 287 éditions linguistiques actives.
- Le 2 novembre 2022, elle contient 43 886 articles et compte 52 704 contributeurs, dont 149 contributeurs actifs et 7 administrateurs.
- Le 27 août 2024, elle contient 68 837 articles et compte 64 155 contributeurs, dont 149 contributeurs actifs et 7 administrateurs.